# Jack Michie
John David "Jack" Michie (né le 10 février 1946 à Eston, dans la province de la Saskatchewan au Canada et mort le 16 mai 2024) est un joueur professionnel canadien de hockey sur glace.

## Carrière en club
En 1968, il commence sa carrière avec les Totems de Seattle dans la WHL. 

## Statistiques
| Saison    | Équipe                     | Ligue   |                            | Saison régulière           | Saison régulière           | Saison régulière           | Saison régulière           | Saison régulière           |                            | Séries éliminatoires       | Séries éliminatoires       | Séries éliminatoires       | Séries éliminatoires | Séries éliminatoires |
| Saison    | Équipe                     | Ligue   | PJ                         | B                          | A                          | Pts                        | Pun                        | PJ                         | B                          | A                          | Pts                        | Pun                        |                      |                      |
| 1968-1969 | Totems de Seattle          | WHL     | 74                         | 19                         | 28                         | 47                         | 14                         | 4                          | 1                          | 0                          | 1                          | 0                          |                      |                      |
| 1969-1970 | Totems de Seattle          | WHL     | 69                         | 29                         | 32                         | 61                         | 25                         | 6                          | 2                          | 3                          | 5                          | 0                          |                      |                      |
| 1970-1971 | Totems de Seattle          | WHL     | 65                         | 19                         | 20                         | 39                         | 38                         | -                          | -                          | -                          | -                          | -                          |                      |                      |
| 1971-1972 | Totems de Seattle          | WHL     | 67                         | 7                          | 13                         | 20                         | 29                         | -                          | -                          | -                          | -                          | -                          |                      |                      |
| 1972-1973 | Totems de Seattle          | WHL     | 4                          | 0                          | 0                          | 0                          | 9                          | -                          | -                          | -                          | -                          | -                          |                      |                      |
| 1972-1973 | Oilers de Tulsa            | LCH     | 60                         | 15                         | 25                         | 40                         | 33                         | -                          | -                          | -                          | -                          | -                          |                      |                      |
| 1964-1965 | Hurry Kings de North Shore | (NWHL)  | Statistiques indisponibles | Statistiques indisponibles | Statistiques indisponibles | Statistiques indisponibles | Statistiques indisponibles | Statistiques indisponibles | Statistiques indisponibles | Statistiques indisponibles | Statistiques indisponibles | Statistiques indisponibles |                      |                      |
| 1965-1966 | Hurry Kings de Delta       | (BCSHL) | Statistiques indisponibles | Statistiques indisponibles | Statistiques indisponibles | Statistiques indisponibles | Statistiques indisponibles | Statistiques indisponibles | Statistiques indisponibles | Statistiques indisponibles | Statistiques indisponibles | Statistiques indisponibles |                      |                      |
| 1965-1966 | Hurry Kings de Delta       | BCSHL   | Statistiques indisponibles | Statistiques indisponibles | Statistiques indisponibles | Statistiques indisponibles | Statistiques indisponibles | Statistiques indisponibles | Statistiques indisponibles | Statistiques indisponibles | Statistiques indisponibles | Statistiques indisponibles |                      |                      |

## Trophées et distinctions

### Western Hockey League (1952-1974)
- Il remporte le Trophée de la recrue en 1968-1969.

### (BCSHL)
- Il remporte le Championnat avec les Hurry Kings de Delta en 1979-1980.